# Oswald Spengler
Oswald Spengler, nemški filozof in zgodovinar, 29. maj 1880, Blankenburg am Harz, Saška - Anhalt, Nemčija, 8. maj 1936, München, Bavarska, Nemčija. 
Znan je kot avtor zgodovinskega dela Propad Zahoda (Der Untergang des Abendlandes), v katerem razlaga idejo, da ima vsaka civilizacija svoje rojstvo in svoj konec in se obnaša kot živo bitje z vzponi in padci. 
Na Spenglerja so vplivali Friedrich Wilhelm Nietzsche, Goethe in Dilthey.

## Življenje
Oswald Spengler se je rodil leta 1880 v mestu Blankenburg kot drugorojenec Pauline in Bernharda Spenglerja. Njegov starejši brat je umrl tik po porodu, Oswald pa je imel še tri mlajše sestre (Adele, Gertrud in Hildegard). Družina njegove mame je bila usmerjena precej umetniško, njegov oče pa je izviral iz rudarske družine in je z uradniško službo zaslužil dovolj, da so imeli udoben dom ter glede na dohodek spadali v srednji družbeni razred. Ni pa bil naklonjen intelektualni dejavnosti in takšno držo do 'nepotrebne' izobrazbe je pričakoval tudi od sina. Oswald je skozi svoje življenje trpel zaradi hudih migren, imel pa je tudi težave s tesnobo. Ko je bil star 10 let, se je z družino preselil v Halle, kjer se je šolal. Učil se je grščine, latinščine, matematike in znanosti ter zaključil gimnazijo. Ukvarjal se je tudi z umetnostjo (z glasbo, poezijo in dramo) in se seznanil z deli Goetheja in Nietzsche.
Po smrti očeta leta 1901 se je pri 21 letih vpisal na Münchnu. Leto kasneje se je prepisal na Univerzo v Berlinu in kasneje v Hallu. Tekom študija se je osredotočal na matematiko, klasične teme in fizikalno znanost. Šolanje mu je omogočila zapuščina po umrli teti.
Leta 1903 mu s tezo o Heraklitu pod mentorstvom novokantovca Aloisa Riehla mu v prvem poskusu ni uspelo promovirati na Univerzi Halle, s tem pa je izgubil priložnost za nadaljevanje akademske kariere. V drugem poskusu aprila 1904 mu je uspelo, kmalu za tem pa je začel pisati še drugo dizertacijo, ki jo je potreboval za učenje v srednji šoli realki. Najprej je učil na šoli v Saarbrückenu, nato pa v Düsseldorfu in nazadnje Hamburgu. Učil je matematiko, fiziko in nemško književnost. Leta 1911 mu je umrla mama in s pomočjo zapuščine je dobil priložnost, da zapusti učiteljski poklic. Preselil se je v München, kjer je nato živel do svoje smrti.
V Müncnu je na začetku svojega bivanja živel skromno življenje z malo denarja. Preživljal se je z inštrukcijami in pisanjem člankov za revije. Začel je tudi pisati prvi del knjige Propad zahoda (Der Untergang des Abendlandes). Delo je dokončal že leta 1914, zaradi prve svetovne vojne pa je bilo izdano šele leta 1918. Najprej naj bi se imenovalo drugače, pojasnjevalo in kritiziralo pa naj bi trenutne politične trende v Evropi. To je kasneje tudi dokazala prva svetovna vojna.
Spengler je z vlaganjem izgubil večino svojega denarja in živel na robu revščine. Za delo Propad zahoda je težko zbral denar in našel založnika. Založnika je bilo težko najti zaradi narave dela in kaotičnih razmer, ki so takrat vladale v Nemčiji. Knjiga je bila takojšen uspeh, saj je vsebovala razlago takratnih neizogibnih razmer v Evropi. Propad zahoda je najprej doživel uspeh med nemškimi bralci, s prevodi v tuje jezike pa je piscu prinesel širšo slavo. Precej kritični do tega dela pa so bili zgodovinarji, ki so Spenglerju očitali nestrokovnost pri navajanju zgodovinskih dejstev in dogodkov. Leta 1922 je nato knjigo izdal v prenovljeni različici.
Ideja, predstavljena v knjigi Propad zahoda je bila zelo preprosta (in zato tudi tarča mnogih kritikov). Vsebovala je Spenglerjev edinstven pristop k zgodovini. Spengler ni zagovarjal le znanstvenega pristopa k zgodovini, ampak je poudarjal njeno globlje razumevanje, kar je po njegovem mnenju manjkalo znanstvenikom.
Po tem, ko je izšla njegova prva knjiga, se je Spengler začel ukvarjati tudi s politiko v Nemčiji. Po bavarski revoluciji je napisal še knjigo Prusijanstvo in socializem (originalni naslov je Preussentum und Sozialismus). V knjigi je zagovarjal »pravi« socializem, katerega vrednote so delo in disciplina, ne pa denar. Svojo misel je nato prikazal v nasprotju z angleškim kapitalizmom in Marxovimi teorijami. Omenjeno delo med bralci ni doživela želenega odziva. Takoj po tem, ko je izšla, so bili bralci navdušeni, kasneje pa so njegove ideje označili za utopične. Nato se je Spengler bolj posvetil pisanju drugega dela svoje prve knjige (Propad zahoda). Občasno je predaval in pisal eseje, ki pa se v njegovi zapuščini niso ohranili.
Leta 1924, ko je bila Nemčija gospodarsko izmučena, se je Spengler začel aktivno vključevati v politiko, kar se je kasneje izkazalo za veliko napako. Po hiperinflaciji leto kasneje je sledilo obdobje gospodarske stabilnosti in Spengler se je spet bolj posvetil pisanju in predavanju. Želel je pisati in raziskovati življenje prazgodovinskega človeka, o čemer v svoji prvi knjigi ni pisal. O tej temi je napisal samo nekaj nepovezanih delov, ki pa so nato izšli 30 let po njegovi smrti.
Leta 1931 je izdal knjigo Človek in tehnologija (Der Mensch und die Technik), ki je opozarjala na nevarnost tehnologije. V knjigi opozarja zahod (Evropejce) pred ostalimi rasami, ki naj bi tehnologijo (orožja) zahoda nekoč uporabila za uničenje le-tega. Knjiga je bila med bralci zaradi svoje ideologije slabo sprejeta (vsebovala je ideje, ki so zavračale 
industrializacijo).
Leta 1932 je Spengler na volitvah volil NSDAP s Hitlerjem (namesto Hindenburga), čeprav se z njegovimi idejami ni v celoti strinjal. Nasprotoval pa je tudi takratnim socialističnim idejam nasprotne strani. Hitlerja je nato leto po volitvah spoznal, srečanje z njim pa je bilo zanj veliko razočaranje.
Leta 1934 je nato izšla knjiga z naslovom Ura odločitve (Jahre der Entscheidung), v kateri je Spengler pisal o prihodnosti Nemčije. V knjigi je omenil tudi svoje nestrinjanje s tedanjim režimom in napovedal drugo svetovno vojno. Knjiga je bila velika uspešnica, ampak so jo nacisti prepovedali, ker je vsebovala kritike nacionalnega socializma. Oblast je podpirala Spenglerjevo kritiziranje liberalizma, zavračala pa njegovo kritiziranje antisemitizma. Spengler je bil nemški nacionalist, ampak je označil takratne naciste kot ozkoglede in nesposobne boja proti ostalim narodom. V Uri odločitve je Spengler pisal o drugi svetovni vojni, ki naj bi grozila zahodni kulturi. Knjiga je kljub temu izšla v velikih količinah v tujini.
Svoja zadnja leta je Spengler preživel v Münchnu. Umrl je zaradi srčne kapi 8. maja, 1936. Pred smrtjo je napovedal, da bo novi nemški rajh propadel v naslednjih desetih letih,("da ja wohl in zehn Jahren ein Deutsches Reich nicht mehr existieren wird!"). kar pa se je zgodilo točno devet let po njegovi smrti.

## Propad zahoda(Der Untergang des Abendlandes)
Knjiga je izšla v dveh delih in je bila velika uspešnica. Prvi del je izšel leta 1918, drugi s popravki in dopolnitvami pa 1923. Prvi del je bil njegovo prvo delo poleg doktorata. Glavna ideja dela je bila zelo preprosta. Spengler v knjigi zagovarja preprost in razumevajoč pristop k zgodovini. Znanstvenike na področju zgodovine je tako obtožil, da vidijo samo tisto, kar je vidno.
V knjigi zavrača »linearni« pogled na zgodovino in zagovarja »ciklični« pristop. Razvoj zahoda so torej do tedaj imeli za razvoj iz nižje na višjo civilizacijo, kar pa Spengler v svojem delu označuje kot produkt ega zahodnega človeka. Krožna gibanja po Spenglerju temeljijo na zgodovini osmih visokih civilizacij: (indijska, mezopotamska, egipčanska, starokitajska, majska, azteška, starogrška, rimljanska, arabska in zahodna). Zapisal je, da ima vsaka od teh civilizacij svoj simbol, ki se nato pojavlja v umetnosti civilizacije. Vsaka civilizacija gre skozi pet obdobij (rojstvo, razvoj, izpopolnjenje, propadanje, smrt). Spengler je izpostavil, da bo torej tudi zahodna kultura začela propadati in izumirati. V obdobju, ko civilizacija obstaja, pa smo priča številnim preseljevanjem, vojnam, krizam, materializmu...
Z razvojem civilizacije pride tudi denar. Spengler je zapisal, da se tistemu, katerega duša je eno z dušo kulture, denar gabi in se bori proti njem. Ko človek v civilizaciji premaga denar, pride oblast v roke velikih mož (na primer Cezar v Rimu). Nato sledi boj le-teh voditeljev za prevlado na svetu. Mesta propadejo in ljudje se vrnejo nazaj na deželo ter delajo to, kar so delali njihovi predniki stoletja nazaj. Ljudem se spet povrne upanje v prvotne simbole kulture in ta začne umirati. Vsaka kultura je živa približno 1000 let. Vsaka ima svojo dušo in se med seboj razlikujejo, pa vendar se dogajanja in ljudje ene kulture pojavljajo na podoben način tudi v drugih.
Spengler je svoje znanje in razmišljanje predstavil na način, ki je bil ljudem blizu. Knjigi sta bili veliki uspešnici. Čeprav je v knjigah obsodil zahodno kulturo na propad, je v kasnejši knjigi Pesimizem? (Pessimismus?, 1921) zapisal, da se ne sme zanemariti nobene možnosti za drugačen iztek napovedanih dogodkov.

## Dela
- 1904: Der metaphysische Grundgedanke der Heraklitischen Philosophie
- 1918: Der Untergang des Abendlandes:
- 1922: Gestalt und Wirklichkeit; Welthistorische Perspektives
- 1920: Preussentum und Sozialismus
- 1921: Pessimismus?
- 1924: Neubau des deutschen Reiches
- 1925: Politische Pflichten der deutschen Jugend
- 1931: Der Mensch und die Technik
- 1932: Die Revolution ist nicht zu Ende
- 1932: Politische Schriften
- 1933: Jahre der Entscheidung
- 1937: Reden und Aufsätze
- 1941: Gedanken (Aphorisms)
- 1963: Briefe, 1913–1936
- 1965: Urfragen; Fragmente aus dem Nachlass
- 1966: Frühzeit der Weltgeschichte: Fragmente aus dem Nachlass
- 1987: Der Briefwechsel zwischen Oswald Spengler und Wolfgang E. Groeger: über russische Literatur, Zeitgeschichte und soziale Fragen